# Чудіново (Новосибірська область)
Чудіново (рос. Чудиново) — селище у Маслянинському районі Новосибірської області Російської Федерації.
Входить до складу муніципального утворення Єлбанська сільрада. Населення становить 242 особи (2010).

## Історія
Згідно із законом від 2 червня 2004 року органом місцевого самоврядування є Єлбанська сільрада.

## Населення
| 2002 | 2007 | 2010 |
| ---- | ---- | ---- |
| 337  | ↘316 | ↘242 |